# 圓成寺 (福井県若狭町)
圓成寺（えんじょうじ）は、福井県三方上中郡若狭町河内にある浄土真宗本願寺派の寺院。
山号は迦耶山（がやさん）。本尊は阿弥陀如来。

## 概要
圓成寺は、河内川ダムの湖畔に位置する寺院である。
寺院の麓には、若狭鯖街道熊川宿がある。
河内川ダムの建設を背景として、平成10年（1998年）に旧河内集落から程近い現在の地に寺基を解体・移築した。

寺基移転の経緯やマイクロバスを活用した過疎地域におけるご縁づくりが注目され、British Broadcasting Corporation（英国放送協会）、朝日新聞、教学伝道研究センター編『寺院活動事例集 お寺はかわる―新たな始まり―』（同朋舎、2007年）、浄土真宗本願寺派総合研究所編『寺院活動事例集 ひろがるお寺～寺院の活性化に向けて～』（同朋舎、2013年）などに取り上げられた。

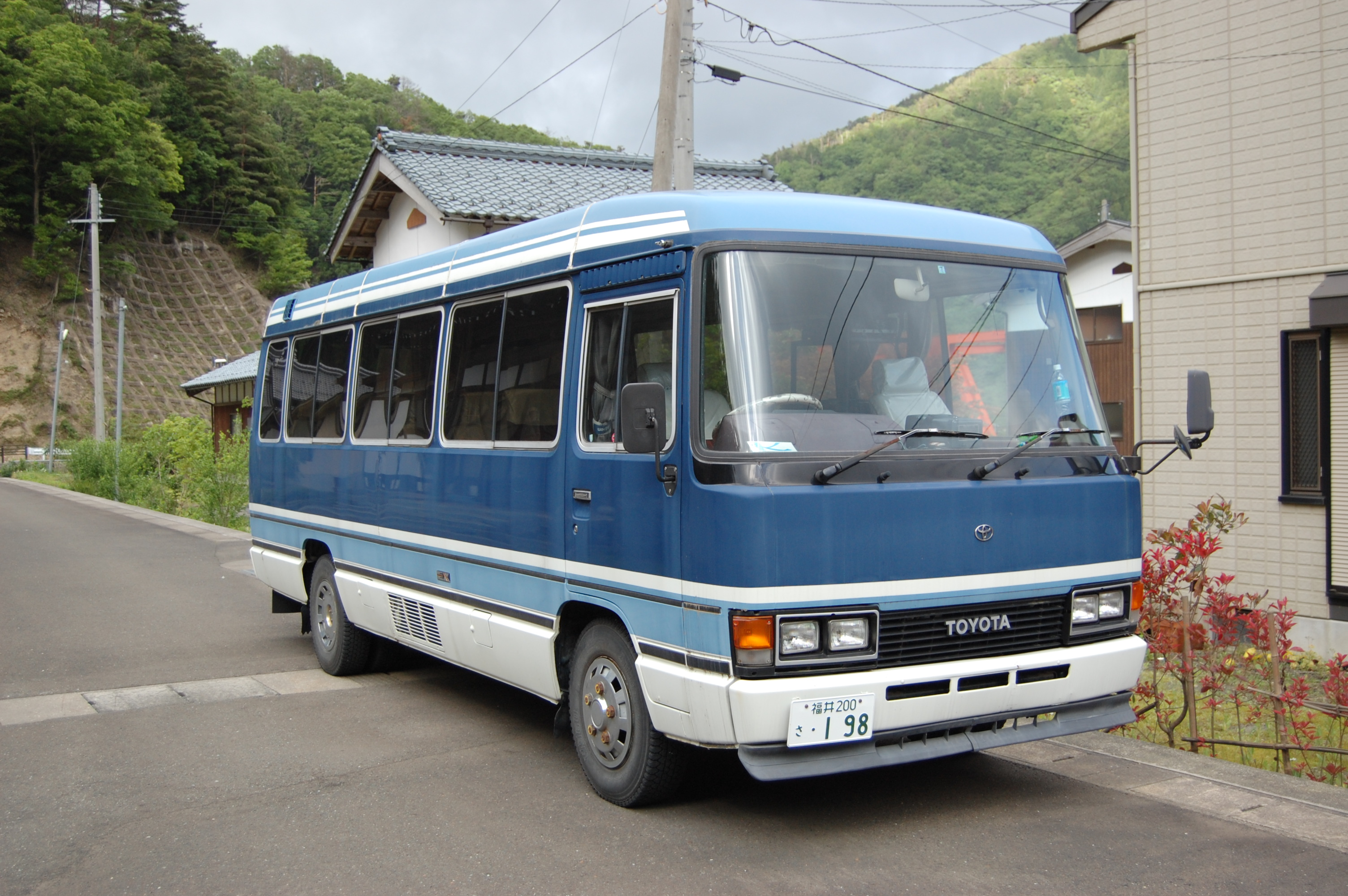
送迎用のマイクロバス

## 歴史
圓成寺は、若狭駒ヶ岳の頂上付近に位置する「寺山」と呼ばれる地に、天台宗比叡山の北谷（西塔・東塔）の流れを汲む智勝院（知勝院）圓成坊として建立されたと伝えられている。寺山には、今も本堂や鐘楼の跡が残っているものの、本格的な調査は行われていないという。その後、圓成寺は禅宗へと転派し旧河内集落へと移転したことが伝えられるものの、改宗の経緯や移転の時期については、後述の火災や台風などの災害によって資料が消失したとされるため不明である。
文明年間には、圓成寺は本願寺第八代宗主である蓮如の巡教をきっかけとして浄土真宗へと改宗した。圓成寺は、上中地域に位置する鳥羽地区の徳成寺、妙覚寺、明応寺、熊川地区の得法寺、覚成寺と同様に、蓮如との面授が伝えられているが、改宗の時期については、文明7年（1475年）と伝える資料と文明11年（1479年）と伝える資料とが存在する。
旧河内集落の本堂は、明治18年（1885年）年の火災によって焼失したものの、7年後の明治25年（1892年）の7月に、門信徒の懇志により再建された。

現在の本堂の廊下には、本堂再建の用材運搬のために門信徒が心を寄り合わせた縄が飾られており、額縁の中央には、次のような文章が付されている。

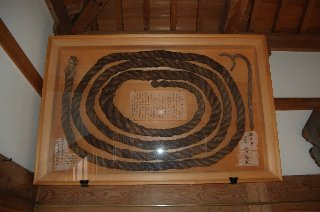
本堂再建の用材運搬のために門信徒が心を練り合わせた縄

由来（明治十八年本堂焼失）
今、昔の本堂があったら、重要文化財以上のお堂である、と聞きます。寺山から降りて、現在の円成寺があることは確かのようであります。右上の樋受は、焼ける前の本堂のものです。（これから想像して下さい。) 私たち壮年会は、円成寺のルーツを探索することで、昨年八月寺山え登り、草の中から何かを得ようとしました。その折り、当時の総代中村甚之介様（平八）のツシ（厨子）に、焼失後の本堂再建の用材運搬のために、門徒が心を練り合わせた縄があることを聞き、その曾孫平治様よりこれを借り受け、この度この額の御寄贈を得て、永くこれを顕彰したい。
　　　　　　　　　　　　　　　　　　　　　　昭和六十一年十二月二十日迦耶山円成寺仏教壮年会

火災を免れた仏具などは、再建された本堂や土蔵で大切に保管されていたが、昭和28年（1953年）9月25日の台風13号の水害により、土蔵ごと全て流されてしまったという。
昭和57年（1982年）に河内川ダムの建設計画が発表されて以降、十数年の交渉期間を経て、平成10年（1998年）には、全35世帯のうち30世帯が若王子区などに移転した。そのうち圓成寺を含む5世帯は旧河内集落から2km下流の河内川ダムの湖畔（現在の河内区）へと移住し、圓成寺も寺基を解体・移築した。

## 寺宝
- 阿弥陀如来像
- 親鸞聖人画像
- 顕如上人立画像
- 太子七高僧
- 親鸞聖人御絵伝 四幅

## 伝説
圓成寺に関する伝説については、杉原丈夫編『越前若狭の伝説』（松見文庫、1970年）のなかで次のように言及されている。
- 河内区の上流一・五キロほどの山腹に寺山という平地がある。今から四百年ほど前に天台宗の寺があった。ある坊さんが戦国の争乱を避けてここで修業していた。その坊さんが旅に出るとき、黄金のつる(鶴)を千羽つくり、寺の地下に深く埋め、「河内村が困ったときに、ここを掘れば、金のつるが村じゅうを飛び回り、平和な村にする。」といって去った。その後寺は火災にあい、その跡をとどめない。当時の釣り鐘は今の円城寺にある。むかしこの寺の境内に大きな桜の木があって、それから常にしずくがしたたっていた。これは仏道修業の小僧が、修業の苦しみに耐えかね、この木によって泣いたところ、無心の桜も哀れをもよおして共に泣いたからである。人はこれを涙の桜といっていた。その木の株は先年まであった。
- 寺山の八合目ぐらいの所に大きな桜の木があり、涙の桜と呼んでいる。この木の根本に大きな岩がある。その岩の下には金(きん)のつるが三羽うずめてある。この金のつるは、河内の村が三軒になると出て来るという。この場所はむかし寺の鐘つき堂があった跡であるという。

## 真宗文化
圓成寺を中心とする河内区の真宗文化については、若狭高校民俗調査研究班が河内地区の実態調査結果を報告した『研究雑誌』第20号（1988年）所収の四方一郎「年中行事と人の一生」に纏められている。この調査結果によれば、旧河内集落は全戸が圓成寺の門徒であり、人々の浄土真宗への信仰が年中行事や人生儀礼と深く関わっているとされる。また、俗習や俗信はほとんど残っておらず、小正月や節句、盂蘭盆などの一般的な行事も一切行われていない理由は、真宗信仰が深く浸透している点にあると考えられている。
旧河内集落の圓成寺では、毎月16日に報恩講がつとめられ、その際には、門徒がご飯・おかずを持ち寄り、味噌汁は当番を決めてお寺で作るのが慣例となっていたという。午前のおつとめが終わると一同での会食が開かれていたとされる。
また、1月にはお寺で御正忌報恩講がつとめられ、冬の各家庭の報恩講では、高座を持ち回ってつとめられていたとされる。各家庭の報恩講の際には、施主は上下を着け、儀礼を正して住職を出迎え、ともに正信念仏偈をとなえて祖師の恩に報いたという。旧河内集落では、集落の一軒に一人が会所となる家庭にお参りをするため、どの家庭も座敷は常に人でいっぱいであったとされる。
初参式は、産後50日目に行うことが多かったが、20日目に行われることが増えたため、20日参りとも呼ばれていた。産後20日目に行われることが増えた理由は、子供の命がいつ終わるかもしれないという危機感から、幼子が仏縁を賜るために時期を１ヶ月早めたからであるとされる。

## 年中行事
- 1月1日：元旦会
- 1月9日～16日：御正忌報恩講
- 3月下旬：永代経法要・総報恩講
- 5月下旬：宗祖降誕会
- 6月下旬：定例法座
- 8月14日：盂蘭盆会・全戦没者追悼法要
- 10月上旬：法中報恩講
- 11月23日：無縁経法要
- 12月31日：除夜会

## アクセス
- JR小浜線－上中駅から車で約10分。
- JRバス若江線（上り）－上中から若狭熊川に下車、徒歩29分。
- JR湖西線－近江今津駅より車で約23分。
- JRバス若江線（下り）－近江今津から若狭熊川に下車、徒歩29分。

## 周辺状況
- 若狭駒ヶ岳
- 河内川ダム
- 若狭森林公園河内の森